# بات ماكورماك
بات ماكورماك (بالإنجليزية: Pat McCormack)‏ مواليد 28 أبريل 1946 في جزيرة أيرلندا - الوفاة 15 فبراير 2012 في دبلن، كان ملاكم محترف بريطاني صنّف ضمن فئة وزن خفيف الوسط.

## إحصائيات
خاض خلال مسيرته 49 نزالا، فاز في 30 وتعادل في 1 وخسر في 18. فاز بالضربة القاضية في 24 نزالا.

## روابط خارجية
- بات ماكورماك على موقع بوكس ريك (الإنجليزية) (registration required)